# エストニアピアノ
エストニアピアノ工房（エストニアピアノこうぼう、エストニア語: Estonia Klaverivabrik）は、1950年にエストニア・タリンでエルンスト・ヒースによって創業されたピアノ製造業者である。エストニアピアノの大半は現在アメリカ合衆国で販売されている。

## 歴史
エルンスト・ヒースは1893年に自身の会社E. A. Ihseを設立した。1915年、ヒースは事業を売却し、他の会社で働いた。1923年、ヒースはAstron社の第一人者と経営者になった。第二次世界大戦とそれに続くソビエト連邦によるエストニアの占領によってエストニアにおけるピアノ生産は停止した。工場は破壊された。エルンスト・ヒースのみがグランドピアノ生産を続けた。1950年、ヨシフ・スターリンの命令によって、人民家具工場を基にして、タリンピアノ工房が設立され、新たなピアノはエストニアと呼ばれた。1951年4月、初のエストニアグランドピアノが国家委員会に贈呈された。1950年から1990年までは国営企業であり、2種類のグランドピアノモデル（190 cmおよび273 cm）を製造し、ソビエト連邦のあらゆる場所に供給していた。
会社は1991年のソビエト連邦の崩壊とエストニアの独立回復後に衰退し、1993年に工場は私営化された。ソビエト連邦の崩壊により1990年代初頭に工場が下り坂になった後、工場はインドレク・ラウルによって再生された。ラウルは会社に投資し、アメリカ合衆国へ製品を紹介した。1995年、会社はラウルに売却され（当時はニューヨークにあるジュリアード音楽院のピアノ専攻の博士課程の学生）、ラウルが会社の経営を引き継いだ。
必要な部品および材料（ドイツのレンナー社のアクションとハンマーなど）は現在輸入されている。2003年、新工場建物が完成した。

## 特徴
ソビエト連邦が存在していた間に製造されたエストニアピアノは驚くほど強く、優れた安定性、速い機構、壮大なシンギングトーンを示す。この時期のピアノが今日見付かるのは極めてまれであり、ほぼ消滅したブランドである。ソビエト連邦の崩壊後、1990年代初期に製造された新たなピアノは製造欠陥に悩まされたが、2002年頃以降に製造されたピアノは素晴らしい品質とユニークで甘いシンギングトーンを示す。2003年ー2005年に行われた追加に改善によってエストニアグランドピアノは最高峰の品質を持つピアノとして格付けされている。
コンサートピアニストのマルカンドレ・アムランはエストニアピアノを自分のために選んだ後、「エストニアピアノの職人の技能は最大の尊敬の念を抱かせることができ、私はこのピアノが繊細な音楽家にとって不可欠なものであり続けると確信している」と述べた。

## モデル
2014年6月現在5つのモデルが販売されている。
- L168 スタジオグランド (168 cm, 5'6"),
- L190 パーラーグランド (190 cm, 6'3"),
- L210 グランド (210 cm, 6'10"),
- L225 セミコンサートグランド (225 cm, 7'4")
- L274 コンサートグランド (274 cm, 9'0")